# 등록기준지
등록기준지는 가족관계등록부에 기록하는 사항 중 하나로, 가족관계 사항에 관한 행정업무를 담당하는데 기준이 되는 지역이다. 본적이 폐지되면서 도입되었으며 그를 대체하는 개념으로 이해되는 경우가 많다.
등록기준지는 대법원규칙으로 정하는 절차에 따라 변경할 수 있으며, 일반적으로 바꾸고 싶은 지역의 구청 또는 시청에서 신청할 수 있다.
공무원 채용시에 등록기준지를 기준으로 하는 경우가 있다.

## 같이 보기
- 본적